# Simon Guglielmi
Simon Guglielmi (Chambéry, 1 de julho de 1997) é um ciclista profissional francês, membro da equipa Arkéa Samsic.

## Palmarés
Ainda não tem conseguido nenhuma vitória como profissional.

## Resultados em Grandes Voltas
| Corrida | Corrida         | 2019 | 2020  | 2021 | 2022 | 2023 |
| ------- | --------------- | ---- | ----- | ---- | ---- | ---- |
|         | Giro d'Italia   | —    | 116.º | 90.º | —    | —    |
|         | Tour de France  | —    | —     | —    | —    |      |
|         | Volta a Espanha | —    | —     | —    | 60.º | —    |

—: não participa
Ab.: abandono